# Comté de Schoharie
Le comté de Schoharie (en anglais : Schoharie County) est l'un des 62 comtés de l'État de New York, aux États-Unis. Le siège du comté est Schoharie.

## Population
La population du comté s'élevait à 29 714 habitants au recensement de 2020.